# Aeropuerto de Pagadían
El Aeropuerto de Pagadían (en tagalo: Paliparan ng Pagadian; en cebuano: Tugpahanan sa Pagadian) (IATA: PAG, ICAO: RPMP) clasificado Aeropuerto Principal Clase 1 o doméstico mayor por la Autoridad de Aviación Civil de Filipinas ( CAAP ) , es el aeropuerto que sirve la ciudad de Pagadían, y al resto de la provincia de Zamboanga del Sur , y la provincia de Zamboanga Sibugay en la isla de Mindanao en el extremo sur de Filipinas. La CAAP es el brazo del Departamento de Transportes y Comunicaciones, que opera en todos los aeropuertos en Filipinas , excepto los principales aeropuertos internacionales .
El aeropuerto está situado a unos 5 kilómetros del centro de la ciudad y está situado en los Barangays Muricay y Tiguma en Pagadían. En 2006, el aeropuerto fue sometido a una rehabilitación y expansión con un valor 379460000 de pesos filipinos (8,72 millones de dólares estadounidenses), en virtud de la necesidad de la actualización de instalaciones. El proyecto se completó en diciembre de 2009.
El 9 de octubre de 2009, la expresidenta Gloria Macapagal Arroyo, inauguró el aeropuerto renovado.